# 잭 킬머
잭 킬머(Jack Kilmer, 1995년 6월 6일 ~ )는 미국의 배우이다.

## 출연 작품

### 영화
- 팔로 알토 (2013)
- 더 스탠포드 프리즌 엑스페리먼트 (2015)
- 나이스 가이즈 (2016)
- 우드쇼크 (2017)
- 로드 오브 카오스 (2018)
- 인디펜던스 나이트 (2023)

### 텔레비전
- 윌로우 (2022-23) - 목소리 출연